# Doorwas
Doorwas (Bupleurum rotundifolium) is een eenjarige plant die behoort tot de schermbloemenfamilie (Umbelliferae oftewel Apiaceae). De soort komt van nature voor in Midden- en Oost-Europa, Noord- en Zuid-Afrika en Midden-Oosten. De soort is inheems in België. Het aantal chromosomen is 2n = 16.
De plant wordt 15-50 cm hoog en heeft een penwortel. De grijsgroene, recht opgaande stengel vertakt bovenaan en is vaak een beetje paars aangelopen. De 2-7 cm lange, blauwgroene bladeren zijn eivormig. De onderste bladeren hebben een korte bladsteel of zijn zittend. Bij de middelste en bovenste bladeren groeit de stengel door het blad heen.
Doorwas bloeit vanaf juni tot in augustus met goudgele bloemen. De bloeiwijze is een scherm met 4-8 stralen en een schotelvormig omwindseltje, dat uit 5-6, geelgroene, eironde tot breed lancetvormige, tot 1 cm lange schutblaadjes bestaat. Een omwindsel ontbreekt.
De vrucht is een langwerpige tot elliptische, gladde, 3-3,5 mm lange, tweedelige splitvrucht. De rijpe splitvrucht is zwartbruin.

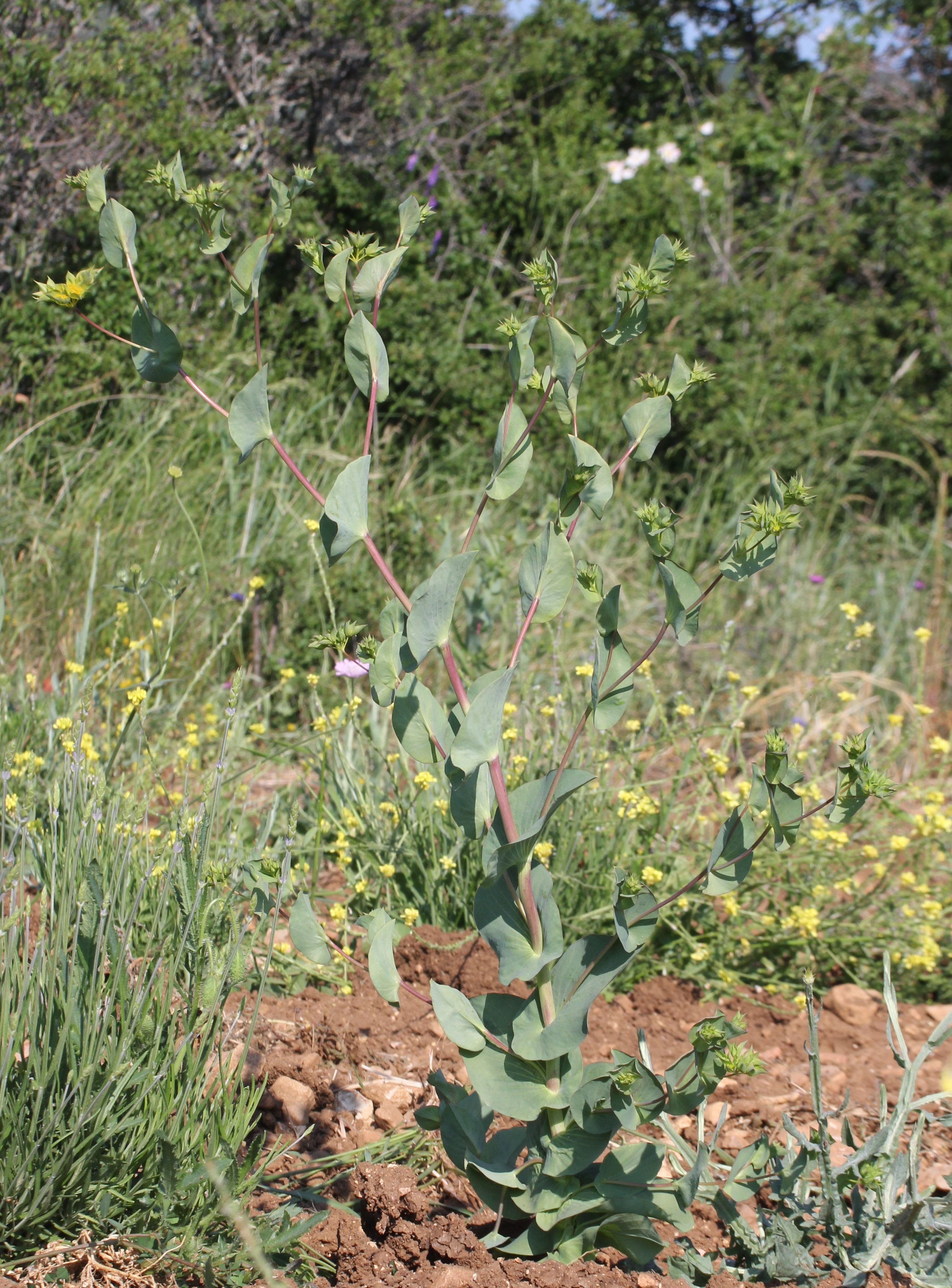
Plant
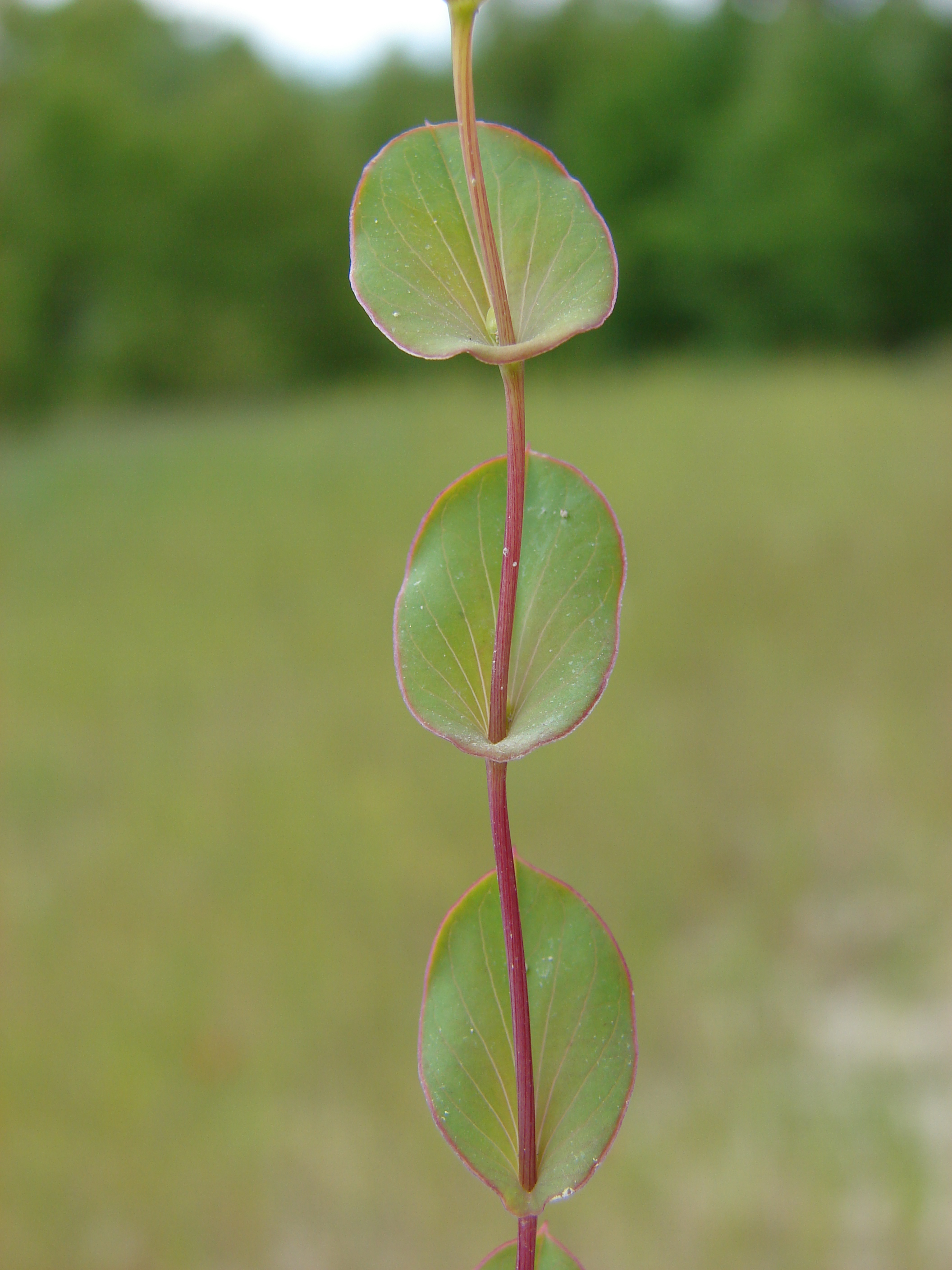
Stengel
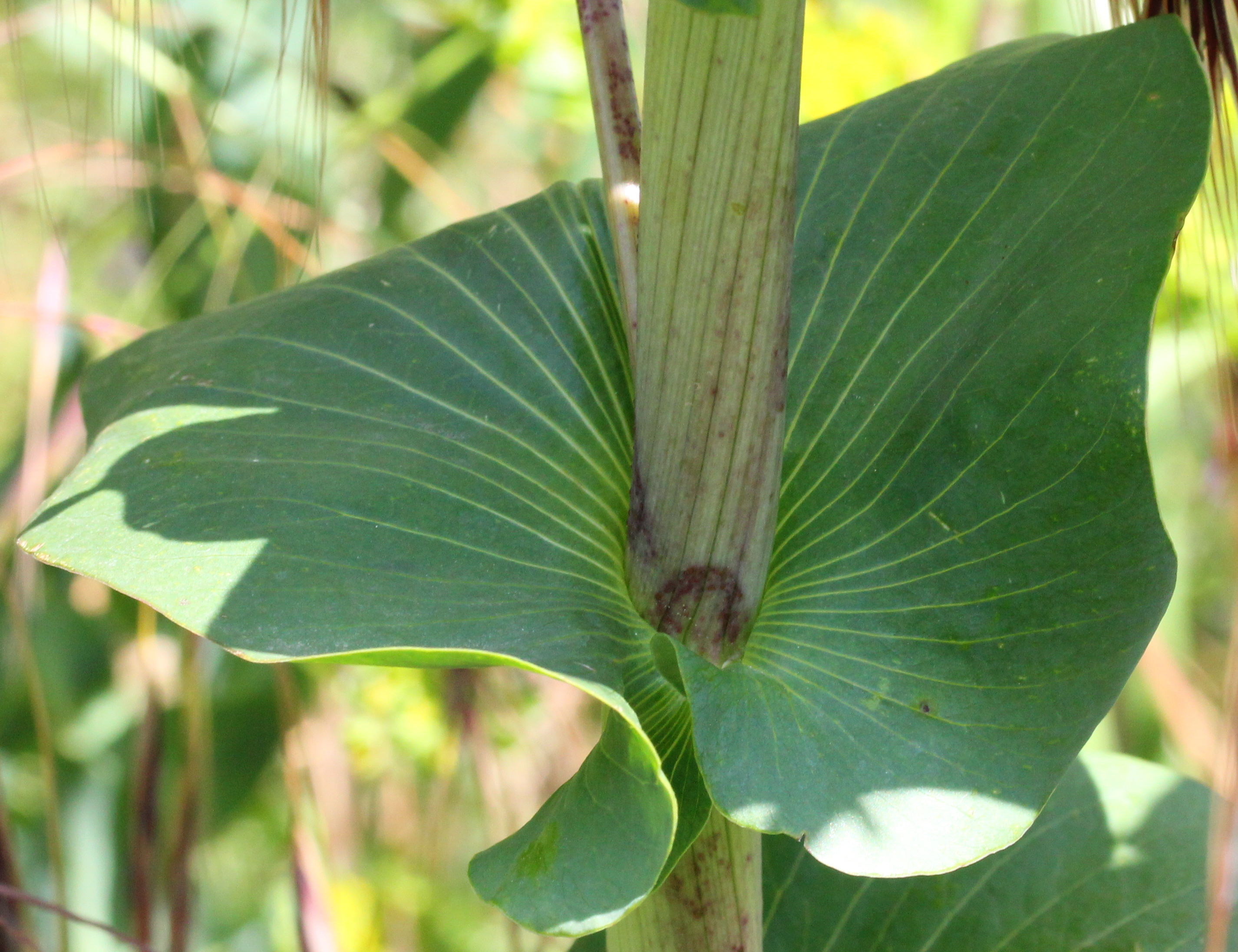
Blad
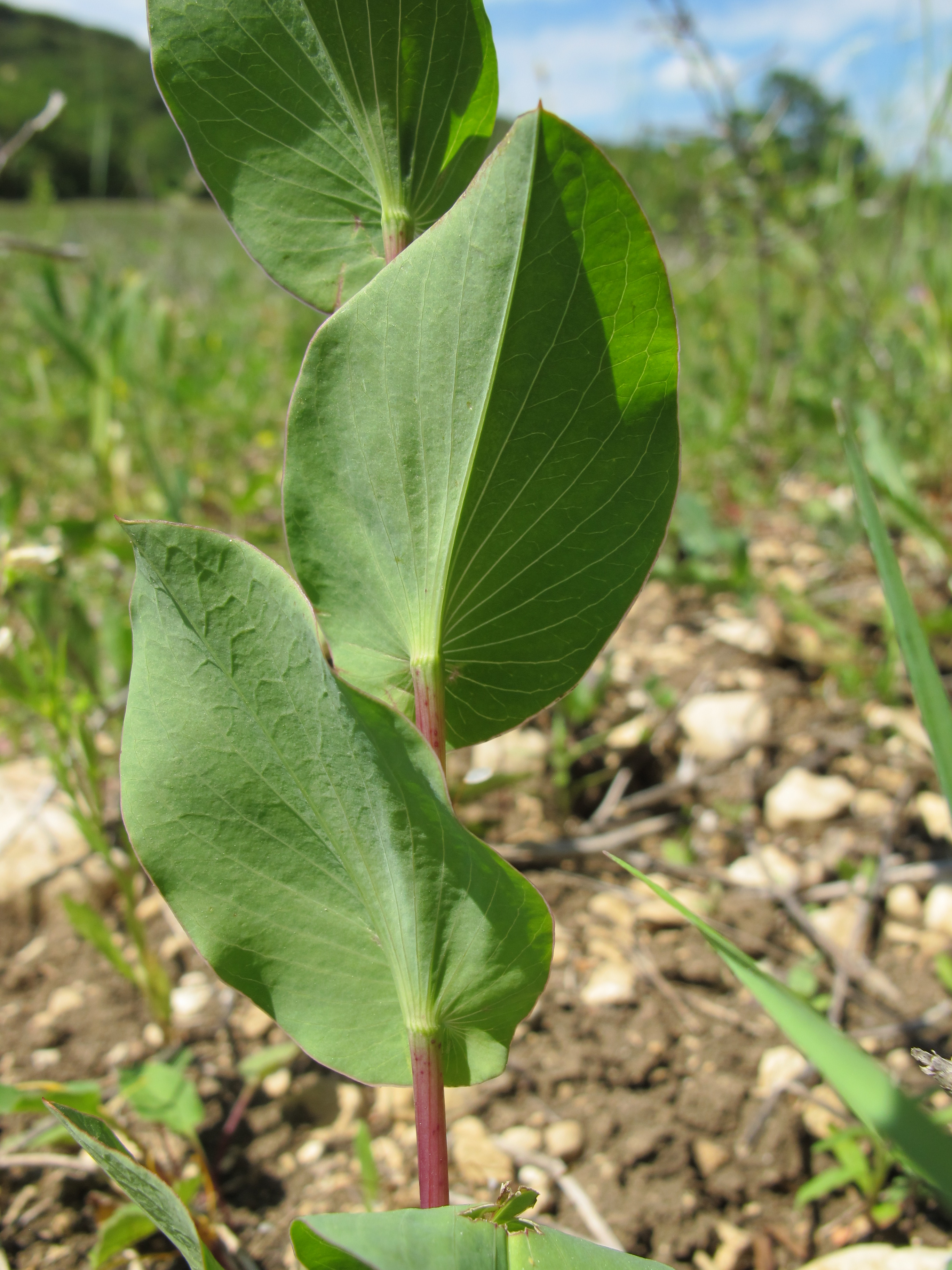
Achterzijde blad
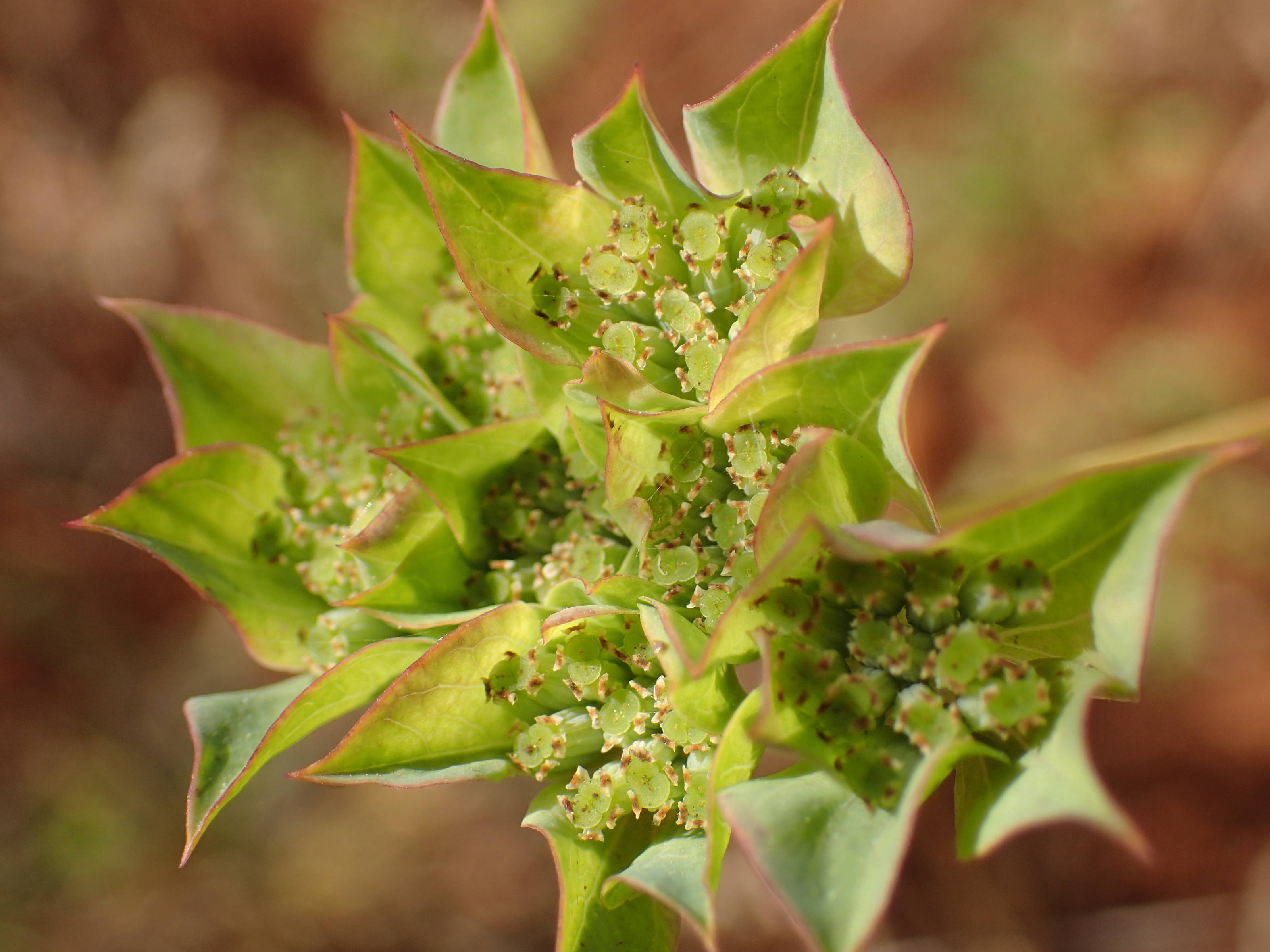
Bloemen
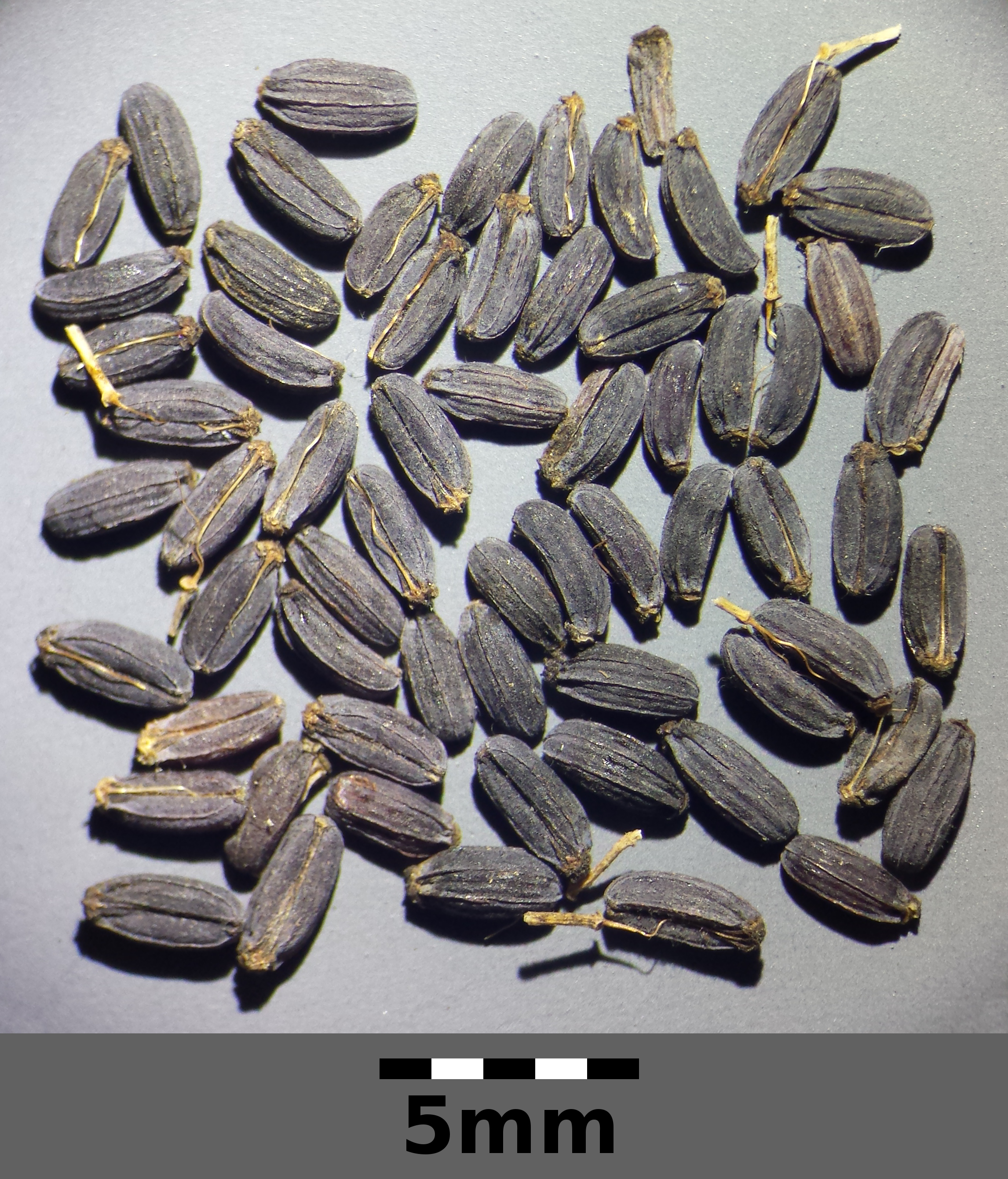
Vruchten

Doorwas staat op open en zonnige, droge tot matig vochtige, warme en basenrijke, meestal kalkrijke en stikstofarme, zwak zure en min of meer voedselrijke bodems. De efemere plant groeit in akkers en bermen, op rivieroevers en braakliggende terreinen, op spoorwegemplacementen en haventerreinen, op begraafplaatsen en in het stedelijk gebied, op storthopen, puin en op andere ruderale plaatsen. De plant wordt uitsluitend adventief aangetroffen in Nederland. De soort wordt door insecten bestoven en de zaden worden verspreid door de wind en water, als klit of als gevolg van menselijke activiteiten. Doorwas draagt net als smalle doorwas geen omwindselbladen en is gekenmerkt door haar 4-12-stralige schermen, haar smallere bladeren (minder dan 2x zo lang als breed zoals bij smalle doorwas) en kleinere, gladde (en niet fijnwrattige) vruchten. Ze werd vroeger medisch aangewend voor een betere wondgenezing en bij navelbreuken.